# Lâu đài Nitra
Lâu đài Nitra (tiếng Slovak: Nitriansky hrad, tiếng Hungary: Nyitrai vár) là một lâu đài nằm ở Nitra thuộc Slovakia. Đây là một di tích văn hóa quốc gia, đồng thời là nơi đặt trụ sở của Giáo phận Nitra. Tòa lâu đài là một quần thể kiến trúc được bảo tồn tốt ở Nitra, nổi bật với Nhà thờ chính tòa St. Emeram, Tòa Giám mục và các pháo đài xung quanh.

## Vị trí
Lâu đài Nitra nằm trên ngọn đồi Castle Hill, cao 220m so với mực nước biển. Ban đầu, lâu đài chiếm toàn bộ diện tích đỉnh đồi và các thị trấn xung quanh.
Ngọn đồi Castle Hill là nơi định cư của người Celt từ trước thế kỷ thứ 1 trước Công nguyên; cũng là nơi chứng kiến lịch sử lâu đời của người Slav từ khi công quốc Nitra bắt đầu hình thành ở đây vào cuối thế kỷ thứ 8.

## Lịch sử
Kiến trúc kiên cố đầu tiên trên Castle Hill đã có từ thời kỳ đồ đồng (1.600 TCN). Sau khi bị phá hủy, địa điểm này đã bị bỏ hoang cho đến đầu thời kỳ Slavic (thế kỷ 7-8). Sau khi công quốc Nitra hình thành vào cuối thế kỷ thứ 8 - đầu thế kỷ thứ 9, nơi này trở thành lãnh thổ của người Slav.
Nửa đầu thế kỷ thứ 9, khu vực đỉnh đồi được bảo vệ bằng hàng rào gỗ vây quanh. Đến nửa sau thế kỷ, người Slav đã xây dựng một thành lũy khổng lồ được làm bằng hai bức tường đá khô bên ngoài (dày 2 x 3m) với cấu trúc gỗ bên trong được lấp đầy bằng đất (3m). Pháo đài này đã bị phá hủy trước thế kỷ 11.
Đến thế kỷ 11, lâu đài Nitra được xây dựng trên nền móng của pháo đài cũ. Trung tâm của lâu đài là nơi ở của Giám mục trong Nhà thờ chính tòa St. Emmeram. Trong quần thể nhà thờ lớn này, có 3 phần kiến trúc lâu đời nhất còn sót lại là Nhà thờ Romanesque từ thế kỷ 11 cùng với hai phần khác là: Nhà thờ Thượng từ thế kỷ 14 được xây dựng theo kiến trúc Gothic và Nhà thờ Hạ từ thế kỷ 17. Vào thế kỷ 18, phần lâu đài có kiến trúc Gothic đã chuyển sang kiến trúc hậu Baroque như hiện nay. Ngoài ra, phần lớn bộ phận còn sót lại của lâu đài được xây dựng vào thế kỷ 16 và 17 và một phần nhỏ hơn được xây dựng từ thời Trung cổ.

## Hình ảnh

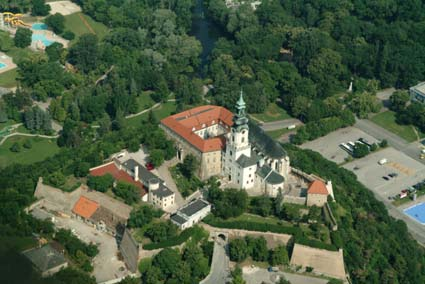
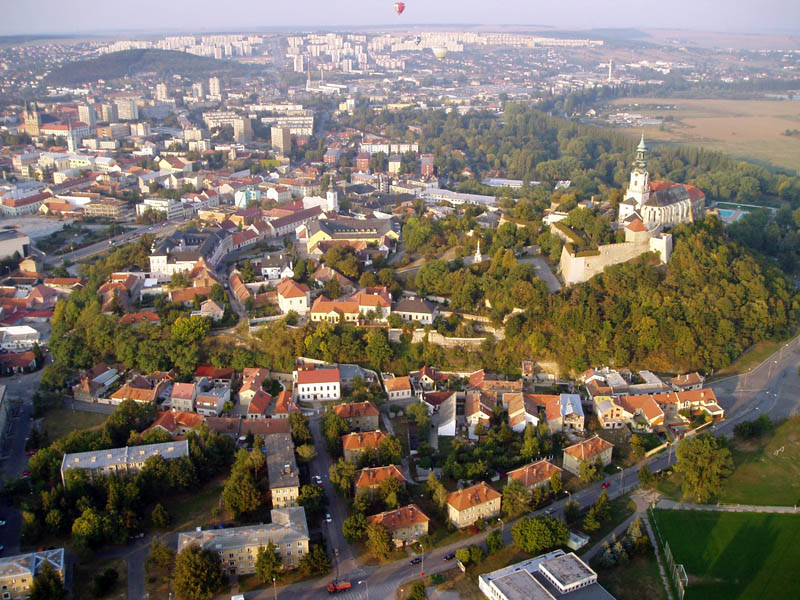
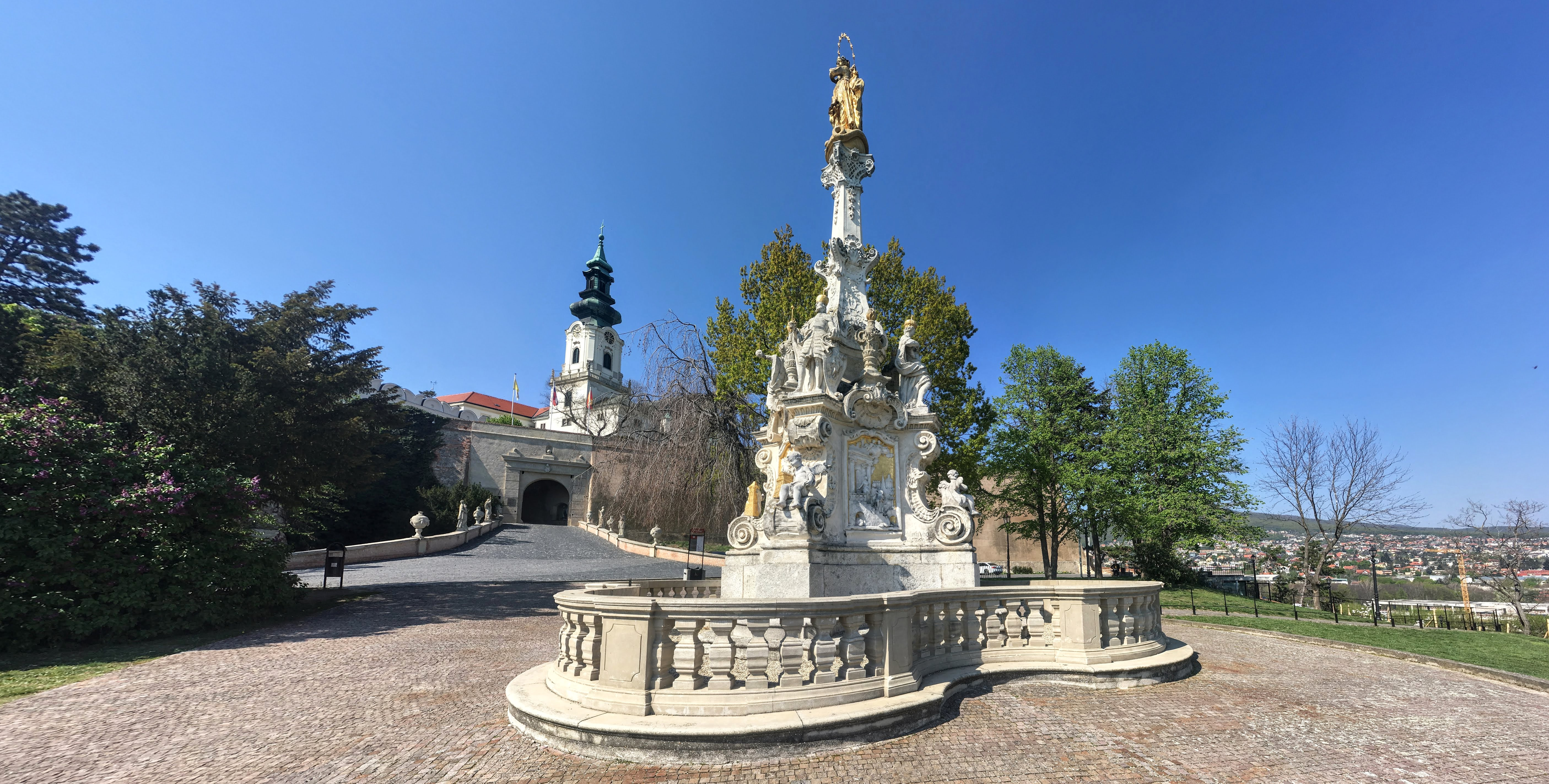
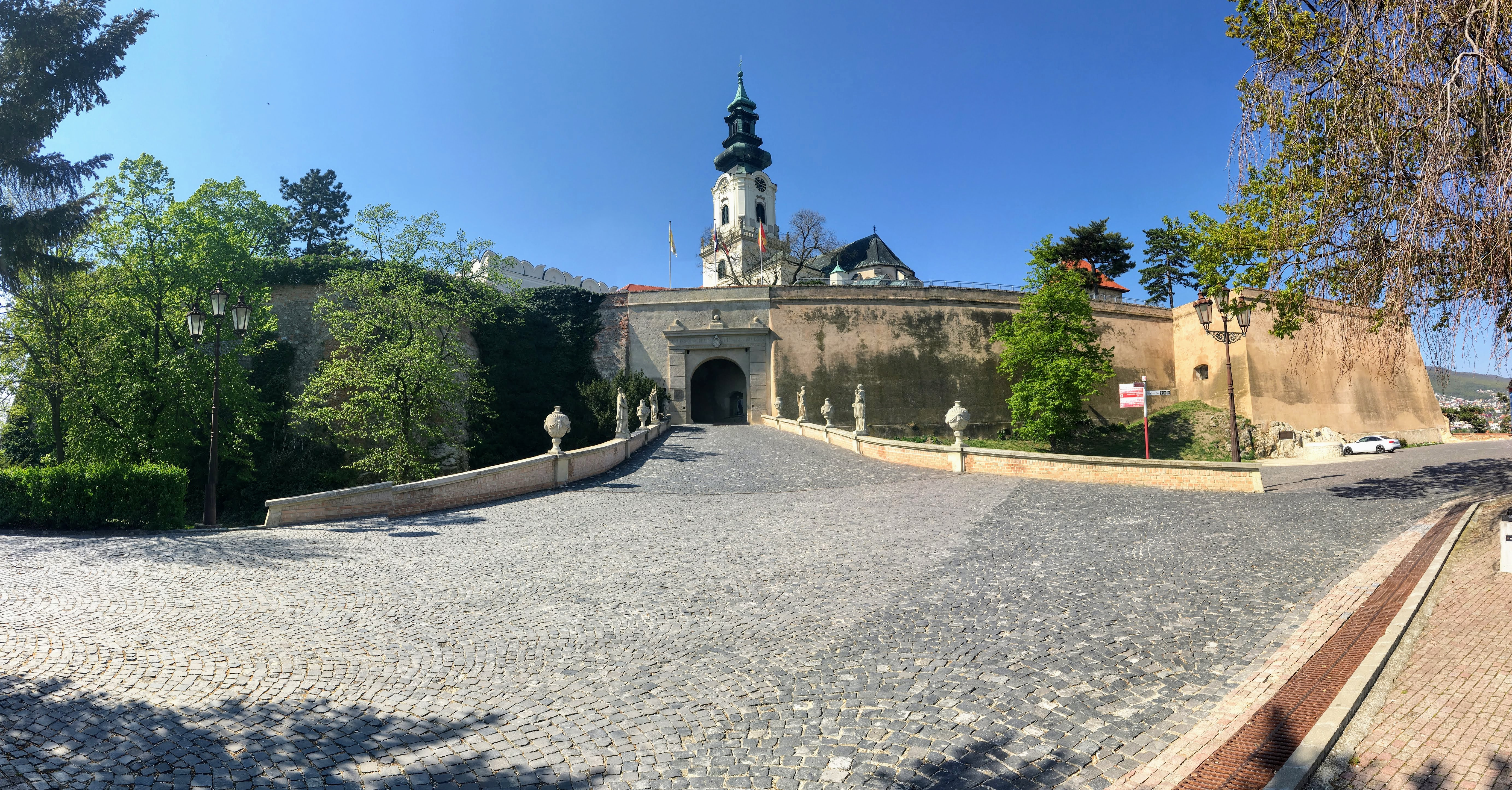
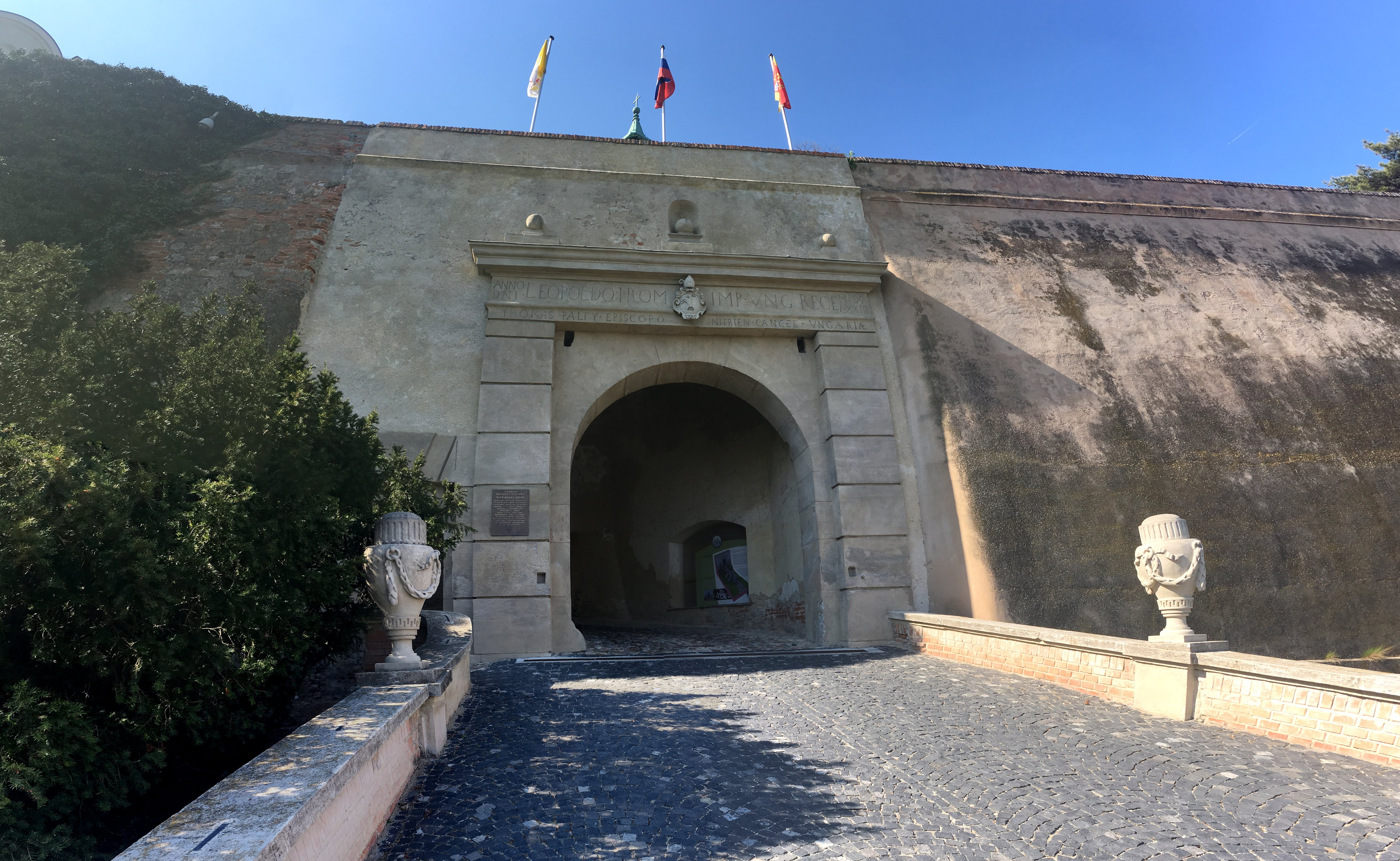